# Anton Günther von Münnich

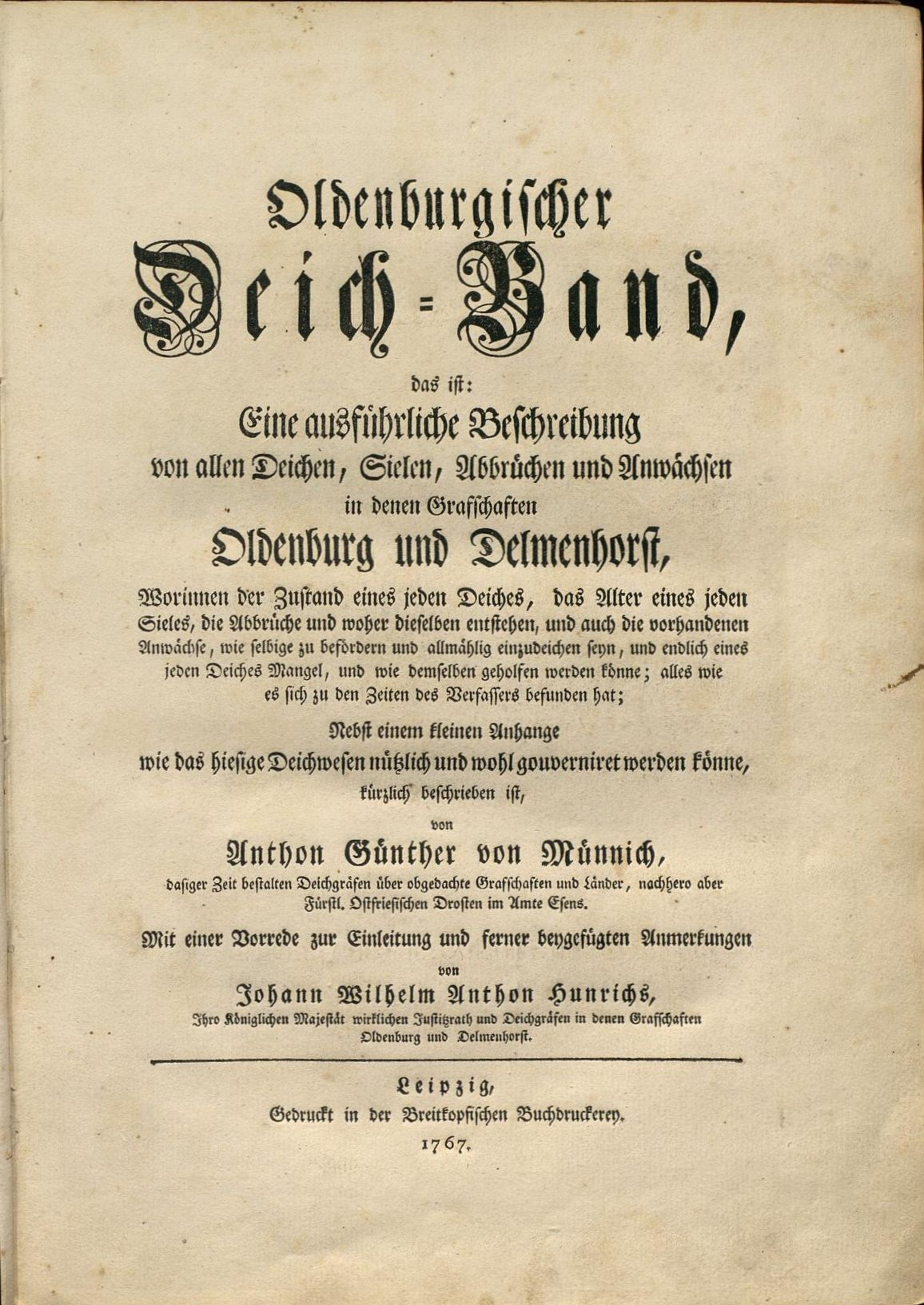
Titelblatt von Oldenburgischer Deich-Band

Anton Günther Mönnich, seit 1688 von Münnich, (* 9. Juni 1650 auf Gut Brokdeich, Kirchspiel Holle, Grafschaft Oldenburg; heute Hude (Oldenburg), Landkreis Oldenburg; † 14. Februar 1721 in Neuenhuntorf, Wesermarsch) war Oberdeichgraf verschiedener Küstenstaaten an der Nordsee.

## Leben

### Herkunft
Münnich entstammte einer bäuerlichen Familie der Vogtei „Wüstenland“, die dort im 16. Jahrhundert umfangreichen Landbesitz erworben und das Vogteiamt in ihre Hände gebracht hatte. Er war der Sohn von Rudolf Moennich (auch Rolf, Roloff Monnich) (1608–1666) und dessen Frau Elsabe Eva von Nutzhorn (1611–1679). Sein Vater hatte den Familienbesitz durch Kauf des Vorwerks Neuenhuntorf nochmals vergrößert.

### Nobilitierung
Münnich wurde für seine Verdienste 1688 durch König  Christian V. von Dänemark geadelt. Im Namen des Heiligen Römischen Reiches wurde dies von Kaiser Leopold I., aufgrund von Münnich gemachter falscher Angaben, am 4. Mai 1702 bestätigt und Münnich in den Reichsadel aufgenommen. Er war damit Stifter des Adelsgeschlechts der von Münnich, das später in den Freiherren- und Grafenstand gehoben wurde und insbesondere in Russland zu großem Ansehen gelangte.

### Karriere
Münnich wuchs in Brokdeich auf und wurde durch Hauslehrer unterrichtet. Mit 15 Jahren schlug er die Offizierslaufbahn ein, trat 1655 in fürstbischöflich-münsterische und kurz danach in schwedische Dienste. 1669 wechselte er kurzzeitig in den französischen und 1672 schließlich in den niederländischen Militärdienst. Im September 1672 musste er wegen einer schweren Krankheit seinen Abschied nehmen und kehrte nach Neuenhuntorf zurück, das ihm zwischenzeitlich als Erbteil zugefallen war. Am 4. Februar 1675 wurde Münnich zum Vogt in Eckwarden ernannt und trat kurz darauf als Rittmeister in eines der neu aufgestellten dänischen Regimenter ein. Oldenburg war nach dem Tod Anton Günthers von Oldenburg 1667 an Dänemark gefallen und ab 1675 wurden in Oldenburg mehrere Regimenter für die dänische Armee angeworben. Münnich warb selbst eine Kompanie an und wurde zum Major befördert, musste jedoch wegen einer Verwundung bereits im Dezember 1676 den Dienst wieder quittieren.
Bereits 1669 hatte Münnich begonnen, sich im Selbststudium weiterzubilden und sich die für einen Offizier und Gutsbesitzer nötigen Kenntnisse anzueignen. In Neuenhuntorf, das er ab 1678 zum Rittergut ausbauen ließ, beschäftigte er sich nun intensiv mit den theoretischen und praktischen Fragen des Deichwesens und entwickelte sich zum anerkannten Deichbauexperten. Nach seiner endgültigen Entlassung aus dem Militärdienst 1680 mit dem Rang eines Oberstleutnants wurde er von der dänischen Regierung zum General-Deichgrafen der Grafschaften Oldenburg und Delmenhorst ernannt. Damit folgte er in dieser Funktion auch seinem Vater und Großvater, die dort ebenfalls Deichgrafen gewesen waren. Münnich ging mit Energie und Eifer an seine neue Aufgabe, reorganisierte das seit dem Tod des Grafen Anton Günther verfallene und in einem desolaten Zustand befindliche Deichwesen, bekämpfte Korruption und brachte 1681 eine neue Deichordnung heraus, die eine gerechte Verteilung der Deichlasten vorsah. Trotz dieser Erfolge machte er sich, laut seines Biographen Hans Friedl, durch sein anmaßendes und unbeherrschtes Auftreten sowie durch seine Selbstherrlichkeit viele Feinde. Durch die neue Deichordnung benachteiligte, bisher privilegierte oldenburgische Stände erreichten 1685 seine vorübergehende Amtsenthebung, Münnich wurde jedoch bald wieder eingesetzt und leitete das oldenburgische Deichwesen fast 20 Jahre lang. 1692 verfasste er den Oldenburgischen Deichband, eine ausführliche Beschreibung sämtlicher Deiche des Landes mit vielen Reformvorschlägen, die erst 1767 veröffentlicht wurde.
Verärgert über die Ablehnung seiner Vorschläge zur Eindeichung der kleinen Weser legte er 1699 sein Amt in Oldenburg nieder und trat, nach vergeblichen Bemühungen um eine Anstellung im anhalt-zerbstischen Jever, im Juni 1699 in ostfriesische Dienste. Von 1699 bis 1709 war Münnich Drost des Amtes Esens. Seine Bekanntheit stieg aufgrund seines Engagements als Theoretiker des Deichbaus. Im Interesse einer Verbesserung der Deichunterhaltung ließ er 1700 die Deiche neu vermessen und novellierte die Deichordnung. Auch hier geriet er bald in Gegensatz zu den ostfriesischen Ständen, die seine Umverteilung der Lasten für den Deichbau zu ihrem Nachteil ablehnten. 1709 resignierte Münnich daher zunächst und zog sich erneut nach Neuenhuntorf zurück.

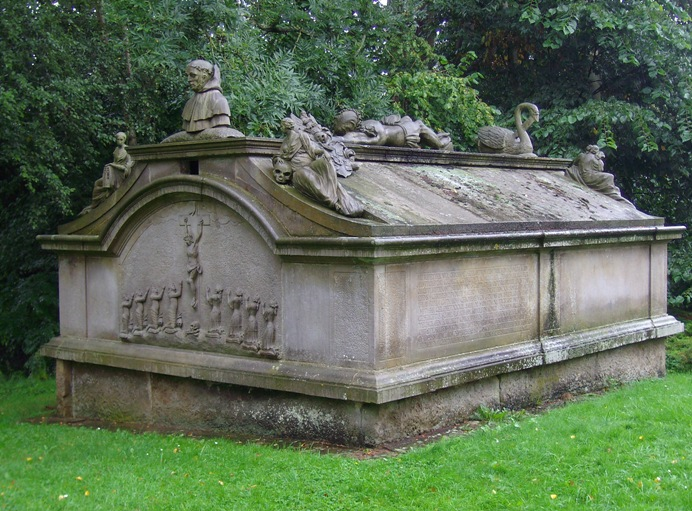
Grab des Deichgrafen von Münnich

Als er 1717 im Auftrag und Namen der Landesherrschaft die Ober- und Niederemsische Deichacht beraten sollte, wie die Schäden der Weihnachtsflut von 1717 zu beseitigen seien, schlug ihm deutliches Misstrauen entgegen, weil er auf fürstliche Initiative hin handelte. Die Deiche konnten dennoch bis 1718 wiederhergestellt worden sein, sodass Münnich nach der Oktoberflut 1718 stolz auf den Erfolg seiner Schutzmaßnahmen verweisen konnte. Er plante daraufhin die Verbesserung des gesamten jeverschen Deichsystems, geriet aber erneut in einen Streit mit den dortigen leitenden Beamten und wurde im Februar 1719 entlassen.
Sofort fand er eine neue Stellung als Drost und Leiter des Deichwesens im Fürstentum Ostfriesland, das ebenfalls schwer unter der Weihnachtsflut gelitten hatte. Als jedoch hier erneut die Stände keine Bereitschaft zeigten, die von ihm verlangten Mittel für den Deichbau aufzubringen, sah sich Münnich den starken Widerständen offenbar nicht mehr gewachsen und nahm 1720 seinen Abschied. Wenige Monate später starb er und wurde in dem von ihm gestifteten Grabkeller auf dem Neuenhuntorfer Friedhof beigesetzt.
Das von Münnich erbaute Herrenhaus auf Gut Neuenhuntorf ist noch heute größtenteils erhalten. Besonders auffällig ist ein aufwendiges Rohrleitungssystem im Gutsgarten. Damit wurden Teiche, Gräben und Wasserbassins miteinander verbunden. Ebbe und Flut sorgten über die Rohre für eine permanente Frischwasserversorgung aus der Hunte.

## Familie
Anton Günther von Münnich war in erster Ehe mit Sophia Katharina Oetken (1659–1710) verheiratet. Seine Frau war eine Tochter des Rentmeisters Johann Oetken (1629–1679) und dessen Ehefrau Helene geb. Dagerath (1637–1696). Ihr Bruder war der dänische Kanzleidirektor der Grafschaft Oldenburg Johann Ludolph von Oetken (1653–1725). Das Paar hatte folgende Kinder:
- Johann Rudolf von Münnich (1678–1730), Oldenburger Kanzleirat und Deichgraf

⚭ Anna Christina von Suhm (1685–1721)
⚭ Johanna Christina von Münchhausen (1702–1737)
- Helene Elisabeth von Münnich (1679–1733) ⚭ Johann Rembrecht von Rettberg (1654–1734)[4]
- Charlotte Amaline von Münnich (1680–1727) ⚭ Johann Karl von Roëll (1666–1723)
- Dorothea von Münnich (1682–1739) ⚭ Caspar von Wildemann (1663–1731)[5]
- Burchard Christoph von Münnich (1683–1767), russischer Feldmarschall

⚭ Christina Lucretia von Witzleben (1685–1727)
⚭ Barbara Eleonara von Maltzahn, verwitwete Gräfin Saltykow (1691–1774)
- Christian Wilhelm von Münnich (1686–1768), Kanzler in Ostfriesland, ab 1710 Nachfolger seines Vaters als Drost in Esens. Erneuerer der Deiche in Harlingerland nach der verheerenden Sturmflut von 1717, folgte 1731 Burchard Christoph nach Russland als Berater am Zarenhof

⚭ Anna Elisabeth von Witzendorff (1697–1761)
Nach dem Tod seiner ersten Gattin ging Anton Günther von Münnich mit Dorothea von Walter († 1721) eine zweite Ehe ein. Diese Verbindung blieb kinderlos.